# Isengard
Nas obras de J. R. R. Tolkien, Isengard, uma tradução do Sindarin Angrenost, é uma cidade e torre situada na margem do rio Isen, a nordeste de Rohan e ao sul das Montanhas Sombrias. Ambos os nomes significam "fortaleza de Ferro" (cf. do alemão Eisen e do inglês antigo isærn = ferro), embora Isengard tem um segundo significado de "Guarda Oeste".

## Historia
É o local onde se localizava a torre do mago Saruman, que já encabeçou o conselho dos magos Istari sendo seu líder no lugar de Gandalf (que foi escolhido por Galadriel e Elrond). Isengard era antes o posto de encontro dos magos e também morada e biblioteca mistica de Saruman, o mago que deixou o bem para lutar pelo mal, sendo corrompido pelo desejo de poder e a certeza de que era capaz de dominar O Anel. Saruman trouxe os mortais orcs e suas tropas, que estavam instaladas lá para fazer cruzamentos experimentais e aperfeiçoamentos da raça e fazer armas e organizar tropas para a Grande Guerra. A floresta do vale de Isengard foi destruída para aprimoramento da indústria e poder bélico. Os orcs ameaçaram a integridade das florestas de Fangorn despertando os ents para perigos reais que corriam na Terra Média. Barbárvore e os mais sábios entre os ents decidiram em meio a um debate marchar em fúria contra os portões de Isengard . A cidade foi destruida pelos Ents. Depois quebraram a barragem que bloqueava o rio, inundando Isengard e deixando Saruman preso sem seus poderes pois Gandalf quebrou seu cajado em ato de veto ao uso de qualquer magia. Após essa guerra, os ents reflorestaram Isengard à seu gosto. Orthanc está quase intácta, e seu vale é um jardim de arvores da floresta.

### Emblemas de Armour

Um escudo com a Mão Branca de Isengard.

Os Orcs de Isengard sustentavam em cima de seus escudos uma mão branca em um fundo preto, e em seus capacetes uma runa em S que significava Saruman. A Mão Branca esculpida e pintada em pedra foi definida em um pilar negro fora dos portões de Isengard.

### Orthanc
Orthanc é uma grande torre numenoriana localizada em Isengard. A torre foi entregue a Saruman pelo Regente de Gondor, Beren, como gesto de amizade, mas os povos do Oeste foram traídos mais tarde, quando Saruman partiu para o lado de Sauron e, usando a Palantír que ficava em Orthanc, contemplava o enorme poder da torre de Barad-dûr. Ela situava-se no meio do círculo de Isengard, que era formado por uma muralha natural de rocha maciça, que só foi derrubada pelos Ents. Os pastores das árvores atacaram Isengard, irados com a traição de Saruman, que derrubava muitas árvores para alimentar suas fornalhas.
Orthanc (por desígnio ou por acaso) possui um duplo significado: na língua dos elfos significa "Monte Presa", mas na língua antiga de Rohan quer dizer "Mente Esperta".A Torre de Orthanc foi construída pelos Homens de Númenor, de um material de mesmo nome e dureza extraordinária. Ao redor de Orthanc há um grande jardim, contendo árvores que circulam a torre. Essas árvores foram derrubadas para darem lugar as fornalhas, onde os Orcs trabalhavam a mando de Saruman.

## Adaptações
Isengard e Orthanc aparecem em adaptações para o cinema de O Senhor dos Anéis. Para a trilogia cinematográfica O Senhor dos Anéis de Peter Jackson, estes foram baseados nos desenhos do ilustrador Alan Lee, que trabalhou como artista conceitual. De acordo com Richard Taylor nos documentários dos bastidores da edição estendida de The Fellowship of the Ring, o modelo original para Orthanc foi esculpido a partir de cera microcristalina, destinados a olhar como se tivesse sido esculpida em obsidiana.